# Vintileasca (gmina)
Vintileasca – gmina w Rumunii, w okręgu Vrancea. Obejmuje miejscowości Vintileasca, Bahnele, După Măgura, Neculele, Poiana Stoichii i Tănăsari. W 2011 roku liczyła 1981 mieszkańców.